# Campeonato de España de Ciclismo en Ruta 1998
El XCVII Campeonato de España de Ciclismo en Ruta se disputó en Jerez de la Frontera (provincia de Cádiz) el 5 de julio de 1998 sobre 236 kilómetros de recorrido. Participaron 138 corredores y sólo 57 terminaron el recorrido.
Ángel Casero se impuso en solitario por delante de su compañero de equipo Juan Carlos Domínguez. El grupo fue encabezado por Óscar Freire, completando así el triplete del equipo Vitalicio Seguros.

## Clasificación
| \| 1 \| \| Ángel Casero \| Vitalicio \| 5h 33' 08" \| \| 2 \| \| Juan Carlos Domínguez \| Vitalicio \| a 19" \| \| 3 \| \| Óscar Freire \| Vitalicio \| a 49" \| \| 4 \| \| Ángel Edo \| Kelme \| m.t. \| \| 5 \| \| Francisco Mancebo \| Banesto \| m.t. \| \| 6 \| \| Eleuterio Anguita \| Estepona \| m.t. \| \| 7 \| \| Manuel Fernández Ginés \| Banesto \| m.t. \| \| 8 \| \| Pedro Díaz Lobato \| Equipo de Madrid \| m.t. \| \| 9 \| \| Ramón Medina \| Equipo de Cataluña \| m.t. \| \| 10 \| \| Carlos Torrent \| Equipo de Cataluña \| m.t. \| |  |                        |                    |            |
| 1 |  | Ángel Casero           | Vitalicio          | 5h 33' 08" |
| 2 |  | Juan Carlos Domínguez  | Vitalicio          | a 19"      |
| 3 |  | Óscar Freire           | Vitalicio          | a 49"      |
| 4 |  | Ángel Edo              | Kelme              | m.t.       |
| 5 |  | Francisco Mancebo      | Banesto            | m.t.       |
| 6 |  | Eleuterio Anguita      | Estepona           | m.t.       |
| 7 |  | Manuel Fernández Ginés | Banesto            | m.t.       |
| 8 |  | Pedro Díaz Lobato      | Equipo de Madrid   | m.t.       |
| 9 |  | Ramón Medina           | Equipo de Cataluña | m.t.       |
| 10 |  | Carlos Torrent         | Equipo de Cataluña | m.t.       |